# Lindner (tracteur)
Pour les articles homonymes, voir Lindner.

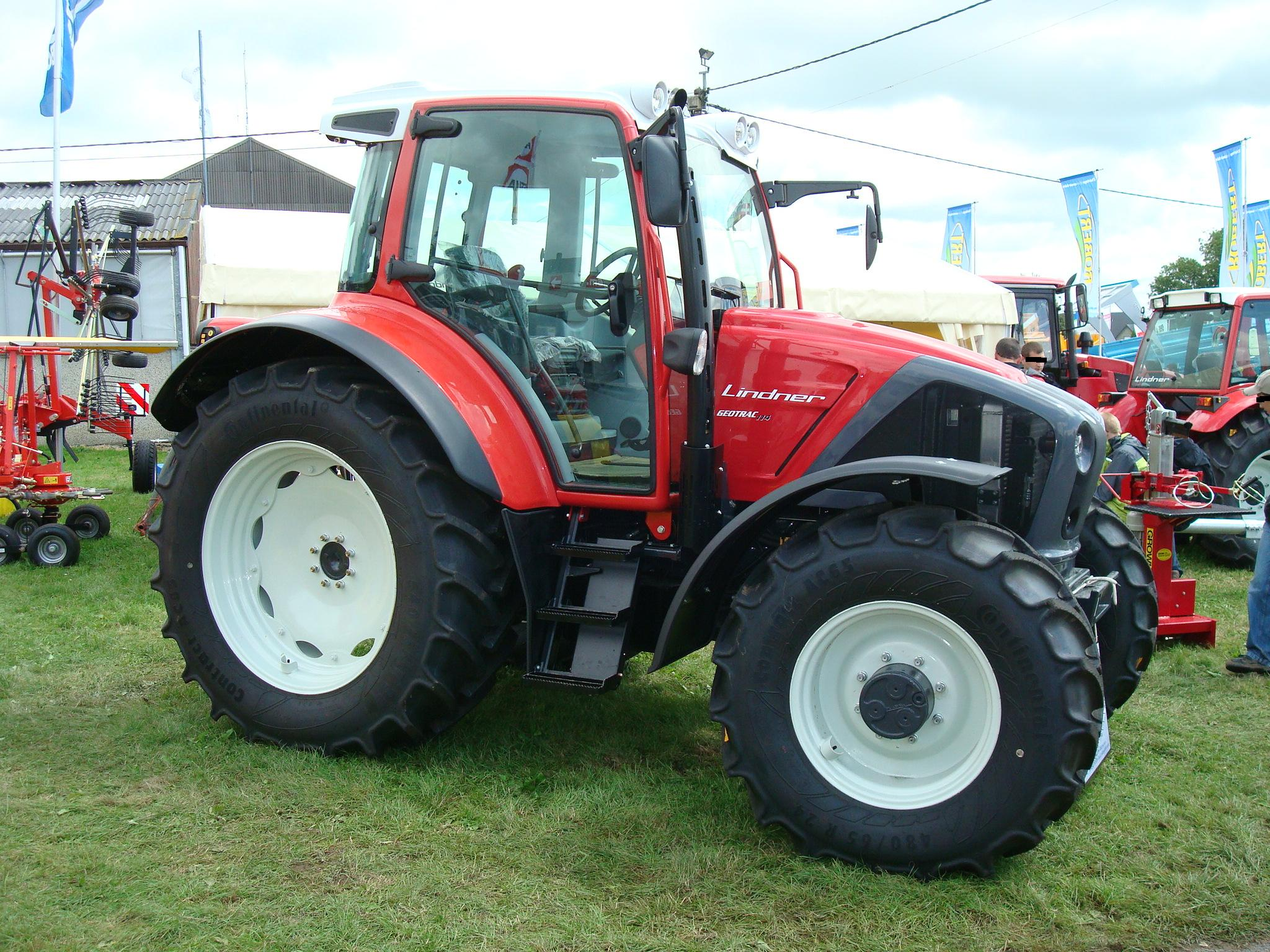
Lindner Geotrac

Lindner est un constructeur de matériel agricole autrichien dont le siège est à Kundl au Tyrol. Cette entreprise appartient à la famille Lindner.

## Historique
(juillet 2011).
Descendant d’une famille d’agriculteurs de montagne forte de 15 membres, Ing. Hermann Lindner fut le fondateur de l’entreprise Lindner Traktorenwerke. Pendant la guerre M. Hermann Lindner a, en raison de ses connaissances remarquables, été affecté à l’armée de l’air. Parmi ses brevets on compte la turbine à double propulsion inversée. Ses dons d'inventeur lui ont valu l’attribution du titre d’ingénieur.

## Chronologie
- 1946 : début de production de scies multi-lames de montagne.
- 1948 : début de production artisanale des premiers tracteurs.
- 1953 : pose de la première pierre de l’entreprise à succès et présentation du premier tracteur à quatre roues motrices de fabrication autrichienne. De par leur aptitude à préserver la structure du sol et leur haut niveau de sécurité grâce au freinage des quatre roues motrices ainsi que leurs performances remarquables lors des travaux avec un chargeur, ces tracteurs sont à la base des succès de l’entreprise Lindner.
- 1956 : construction d’un nouveau site de production doté d’équipements ultramodernes. L’entreprise compte 150 employés.
- 1957 : à la suite de la demande de l’institut de recherche et de développement de Wieselburg, un microtracteur de 9 ch a été développé. Le Lindner junior HRL 9 a été développé et fabriqué par Rudolf Lindner senior qui a ainsi posé la première pierre d’un site de production de moteurs à Kundl. 
  - En été 1957, un important incendie a détruit le toit et la partie supérieure du hall de production.
  - En octobre 1957, après le tragique accident du fondateur de l’entreprise, ses fils Hermann et Rudolf Lindner ainsi que Stéphanie, l’épouse du fondateur et sa fille Loisi Sappl reprennent les rênes de l’entreprise.
- 1958 : agrandissement du site et doublement de la surface de production. Grâce aux 200 employés de l’entreprise, plus de 200 tracteurs quittent chaque mois les ateliers de Lindner.
- 1959 : présentation du BF 22 N et du BF 22 A. Introduction de la marque « L’ami de l’agriculteur ».
- 1963 : Lindner monte des moteurs Perkins (leader mondial en tant que fabricant de moteurs industriels diesel).
- 1967 : introduction des nouvelles gammes de tracteurs 450 N et 450 A, 250 N et 250 A équipés de moteurs Perkins. Début de la spécialisation dans les tracteurs pour l’élevage et la moyenne montagne.
- 1968 : développement des premiers modèles de transporteurs.
- 1970 : production sous licence de transmissions ZF A 210 à Kundl.
- 1973 : mise en service du nouveau hall pour le transporteur et le SAV.
- 1976 : mise sur le marché des gammes 420, 520 et 620.
- 1979 : Lindner produit des Transporteurs pour la Sté Rapid en Suisse. Modèle produit : le Rapid AC 1900.
- 1982 : sortie au printemps 1982 du Lindner 1065 A, premier tracteur Lindner doté d’une plateforme confort.
- 1984 : premiers contacts avec Steyr-Daimler-Puch en vue d’une coopération dans le domaine des transmissions. 18. 7. 1984 – Signature d’un accord cadre. La 10 000e transmission Steyr a été livrée en 1994.
- 1985 : première présentation en janvier de la nouvelle gamme de tracteurs à succès Lindner 1450, 1500, 1600, 1650 et 1700, tous équipés de transmissions Steyr.
- 1990 : ouverture du centre d’exposition de 6 000 m2.
- 1992 : présentation de l’UNITRAC 60.
- 1994 : présentation de l’UNITRAC 75 K.
- 1995 : attribution du « Prix Tyrolien des innovations ».
- 1996 : présentation de la nouvelle génération de tracteurs - GEOTRAC.
- 1998 : présentation des UNITRAC 55/65 et UNITRAC 95.
- 1999 : présentation du Geotrac 100 A.
- 2000 : Lindner devient distributeur exclusif en Autriche des tracteurs Steyr 948 et 958.
- 2001 : remplacement des modèles G 60, 70 et 80 par les nouveaux modèles G 65, 75 et 85 Power Plus.
- 2002 : Présentation des Geotrac 83 et 93 avec les nouvelles transmissions à engagement sous charge ZF. Présentation en décembre 2002 de l’Unitrac 78 avec un nouveau moteur Perkins sur le Salon AGRAMA de Bern en Suisse.
- 2003 : Présentation du Geotrac 73 A sur la Foire de Ried en Autriche. Attribution du « Prix Autrichien pour les innovations » pour le relevage hydraulique électronique à monter ultérieurement.
- 2004 : Début de production en avril 2004 du Geotrac 63 Alpin. Investissement de 3 millions d’Euros dans l’extension du site de production et dans un nouveau magasin de stockage central.
- 2005 : Le 10 000e GEOTRAC et le 1 000e UNITRAC sortent des ateliers. Présentation de l‘Unitrac Série2 avec cabine confort basculante.

Tracteurs:lintrac.geotrac
- Transporteurs : Unitrac 68, 78, 92, 102